# Théorème de Mohr-Mascheroni
Pour les articles homonymes, voir Mascheroni (homonymie).
En géométrie classique plane, le théorème de Mohr Mascheroni, démontré par Georg Mohr en 1672 et par Lorenzo Mascheroni en 1797, affirme que si une construction géométrique est possible à la règle et au compas, alors elle est possible au compas seul (sauf le tracé effectif des droites).
Est considéré comme constructible tout point d'intersection de deux cercles dont les centres sont des points déjà construits et dont les rayons sont des distances entre des points déjà construits.

## Présentation
Le théorème de Mohr-Mascheroni a été prouvé de manière indépendante par Lorenzo Mascheroni dans sa géométrie du compas (1797) et par Georg Mohr dans son Euclides Danicus (1672). L'œuvre de Georg Mohr antérieure de 125 ans au travail de Lorenzo Mascheroni est passé inaperçue et n'a été redécouverte qu'au début du XXe siècle par le géomètre danois Johannes Hjelmslev. Une nouvelle édition de Euclides Danicus est alors publiée en 1928 et le théorème que l'on attribuait à Lorenzo Mascheroni depuis 120 ans prend alors le nom de théorème de Mohr-Mascheroni.
Le théorème affirme que toute construction réalisable à la règle et au compas peut se réaliser au compas seul. Lorenzo Mascheroni énonce que l'on peut déterminer au compas seul le milieu d'un arc comme le milieu d'un segment ainsi qu'une quatrième proportionnelle. Ces propriétés permettent de déterminer au compas seul l'intersection de deux cercles et l'intersection d'un cercle et d'une droite. La construction du point d'intersection de deux droites  se ramène à la construction d'une quatrième proportionnelle. 
En 1890, August Adler publie Theorie des geometrischen Konstruktionen dans lequel le chapitre trois est consacré à une nouvelle preuve de ce théorème utilisant l'inversion.
Jean-Claude Carrega, dans son livre Théorie des corps, la règle et le compas, reprend la démarche algébrique de Mascheroni. Il démontre qu'il est possible de construire un repère du plan au compas seul grâce à la construction au compas seul de √2. La possibilité de construire le milieu d'un segment permet de projeter tout point M sur les axes du repère. Il démontre ensuite que les coordonnées des points constructibles au compas seul forment un corps stable par racine carrée et inclus dans le corps des nombres constructibles. Comme le corps des nombres constructibles est le plus petit corps stable par racine carrée, il en déduit l'égalité des deux ensembles.
En 1994, Norbert Hungerbühler, propose une courte démonstration en quatre pages de ce théorème, démontrant que l'on peut construire l'intersection de deux cercles, d'un cercle et d'une droite et de deux droites.

## Quelques constructions
Dans les constructions qui suivent certaines droites sont tracées en pointillés pour permettre de suivre le raisonnement mais elles ne servent pas en tant que telles dans les constructions.

### Symétriques
Le symétrique du point C par rapport à la droite (AB) est le point d'intersection des cercles de centres A et B et passant par C. Le symétrique du point A par rapport au point B est le point situé sur le cercle de centre B et passant par A et diamétralement opposé à A. Il se construit en reportant trois fois le rayon sur le cercle.
|  |  |

### Parallélogramme

Construction du point D tel que ABCD soit un parallélogramme

Les points A, B et C étant donnés, le quatrième point D du parallélogramme ABCD est le point d'intersection du cercle de centre A et de rayon BC et du cercle de centre C et de rayon BA non situé dans le demi-plan de frontière (CA) contenant B.

### Milieux

#### Milieu d'un segment
L'article « Constructions du milieu d'un segment » propose une construction et sa démonstration. Une construction voisine est proposée ici :

Construction du milieu de [AB].

Le point A' est le symétrique de A par rapport à B. Les cercles de centre A' passant par A et de centre A passant par B se rencontrent en C et D. Le point D' est le symétrique de D par rapport à A. I est le quatrième point du parallélogramme AD'CI.

#### Milieu d'un arc

Parallélogramme MNPQ dans lequel MN=MP

C'est un élément clé dans le livre de Lorenzo Mascheroni. La première étape consiste à démontrer une propriété d'un parallélogramme MNPQ dans lequel une des diagonales est égale à un des côtés  : Si MN = MP alors il est possible de déterminer la valeur du carré de l'autre diagonale  :
{\displaystyle NQ^{2}=NM^{2}+2NP^{2}}
Une démonstration simple consiste à utiliser le théorème d'Apollonius  : si S est le centre du parallélogramme, alors 
{\displaystyle 2NS^{2}+{\frac {1}{2}}MP^{2}=NM^{2}+NP^{2}}
{\displaystyle 2NS^{2}={\frac {1}{2}}NM^{2}+NP^{2}}
{\displaystyle NQ^{2}=NM^{2}+2NP^{2}}

Construction du milieu I de l'arc AB de centre O

Ensuite il présente la figure ci-contre dans laquelle 
- OABC est un parallélogramme de la forme précédente,
- I est le milieu de l'arc AB de centre O
- D est le point de la demi-droite [OI) tel que CA=CD

et démontre qu'alors OD=CI
En effet, d'après l'égalité établie ci-dessus, 
{\displaystyle CD^{2}=CA^{2}=2CO^{2}+OA^{2}}
Ensuite il suffit d'appliquer le théorème de Pythagore dans les deux triangles rectangles COI et COD
{\displaystyle CI^{2}=CO^{2}+OI^{2}=CO^{2}+OA^{2}}
{\displaystyle OD^{2}=CD^{2}-CO^{2}=CO^{2}+OA^{2}}
Or cette figure est réalisable au compas seul et permet donc de placer le point I. Si l'on suppose donnés le point O et l'arc AB, on construit le point C intersection du cercle de centre B et passant par O avec le cercle de centre O et de rayon AB. On construit de même le point C' intersection du cercle de centre A passant par O et du cercle de centre O et de rayon AB. Le point D est à l'intersection des cercle de centre C et C' et passant par A et B. Le point I est à l'intersection des cercles de centre C et C' et de rayon OD.

### Intersections

#### Intersection d'un cercle et d'une droite
Si la droite (AB) n'est pas un diamètre du cercle, il suffit de construire le symétrique du cercle par rapport à la droite (AB). Les points d'intersection des deux cercles sont aussi les points d'intersection du cercle de départ avec la droite (AB).
Si la droite (AB) est un diamètre du cercle, et si le point D n'est pas situé sur (AB). On construit de symétrique  de D par rapport à (AB). Les deux points à chercher sont les milieux des deux arcs d'extrémités DD'
|  |  |

#### Intersection de deux droites

Etape 1 - construction du point C' symétrique de C par rapport à (AB) et du point E sur (CD) tel que C'C=C'E

Le cas où (AB) et (CD) sont perpendiculaires est facile à traiter car il s'agit de construire le milieu de segment [CC'] où C' est le symétrique de C par rapport à [AB].
On trouve de nombreuses procédures pour cette construction dans le cas où les droites ne sont pas perpendiculaires. Celle de Mascheroni, utilisant une quatrième proportionnelle, celle utilisant le problème de Napoléon et construisant le point d'intersection comme le centre du cercle circonscrit à un triangle isocèle. Celle présentée ci-dessous est inspirée de celle de Norbert Hungerbühler. Elle suppose que l'on sache prendre le symétrique d'un point par rapport à une droite, construire un parallélogramme, multiplier un vecteur par un entier (il suffit de tracer n symétriques consécutifs) et que l'on sache construire l'intersection d'un cercle et d'une droite qui n'est pas un diamètre. Elle utilise la puissance d'un point par rapport à un cercle. 
Les droites (AB) et (CD) étant données, on cherche à construire leur point d'intersection I. On suppose que C n'est pas sur (AB), sinon la construction est terminée. On construit le point C' symétrique de C par rapport à (AB). Le cercle de centre C' et passant par C rencontre (CD) en E. Les triangles CIC' et CC'E étant semblables comme triangles isocèles partageant un même sommet de base, on a 
{\displaystyle CI\times CE=CC'^{2}\,}

Étape 2 - construction du cercle Γ et utilisation de la puissance de C par rapport à Γ

On cherche alors à construire la longueur CI en utilisant la puissance d'un point par rapport à un cercle. Il suffit de construire un cercle Γ pour lequel la puissance du point C soit CC'2. Tout cercle passant par C' et dont le centre F est situé sur la parallèle à (AB) passant C convient. Il faut en outre choisir le cercle assez grand pour que le cercle de centre C et passant par E coupe le cercle Γ en G
On peut prendre F tel que
{\displaystyle {\overrightarrow {CF}}={\overrightarrow {AB}}}
ou
{\displaystyle {\overrightarrow {CF}}=n{\overrightarrow {AB}}} .
La droite (CG) coupe le cercle Γ en H.
On a alors {\displaystyle CC'^{2}=CG\times CH=CE\times CI\,} et CG=CE donc CH=CI
Le cercle de centre C et passant par H coupe les droites (AB) et (CD) en I

### Calculs algébriques
- Somme

Construction de racine carrée de xy

Si A a pour abscisse a et B a pour abscisse b alors le milieu I  de [AB]  a pour abscisse (a+b)/2 et le symétrique de O par rapport à I a pour abscisse a+b. On peut donc construire en particulier 2x = x + x et plus généralement nx.
- Opposé

Si A a pour abscisse a, le symétrique de A par rapport à O a pour abscisse -a
- Racine carrée du produit xy pour x et y positifs.

Si A a pour abscisse x et B pour abscisse y, on construit les points A' et B'  d'abscisses -x et -y Les  cercles de diamètres [AB'] et [A'B] se coupent sur l'axe des ordonnées en un point d'ordonnée {\displaystyle {\sqrt {xy}}} (propriété de la hauteur dans un triangle rectangle). Il est toujours possible de rabattre {\displaystyle {\sqrt {xy}}} en abscisse par symétrie par rapport à la première bissectrice (constructible au compas).
- Quatrième proportionnelle : trois nombres positifs x, y, z étant donnés, construire t tel que xy=tz

Construction de la quatrième proportionnelle - Version Mascheroni

Mascheroni utilise le principe d'une rotation. On construit deux cercles de centre O et de rayon y et z. Sur le cercle de rayon z, on place deux points A et B distants de x. On choisit un point C sur le cercle de rayon y et on construit le point D image de C par la rotation de centre O qui transforme A en B (il suffit de prendre le bon point d'intersection du cercle de rayon y avec un cercle de centre B et de rayon AC. Les triangle OAB et OCD sont semblables donc 
{\displaystyle OA\times CD=OC\times AB}
{\displaystyle zt=xy}
Il se peut que, sur le cercle de rayon z, on ne puisse pas placer deux points A et B distants de x (quand x > 2z). il suffit alors de choisir un entier n tel que x < 2nz et de construire t tel que
{\displaystyle t\times nz=x\times ny}.

Construction de la quatrième proportionnelle - Version Carrega

La méthode de Carrega, non seulement construit la longueur xy/z, mais la place sur le même axe que x, y et z. Elle utilise le même principe que la construction du milieu d'un segment en présentant deux triangles isocèles semblables. On construit d'abord le point d'ordonnée {\displaystyle {\sqrt {xy}}} . Ensuite on utilise les propriétés de la figure ci-contre dans laquelle les triangle ONB et OBD sont semblables car isocèles partageant le même angle de base. On a donc 
{\displaystyle OD\times ON=OB^{2}}
soit 
{\displaystyle OD\times z=xy}.
La figure est réalisable au compas seul : les points B et C sont les points d'intersection du cercle de centre N passant par O et du cercle de centre O passant par le point d'ordonnée {\displaystyle {\sqrt {xy}}} sur l'axe des ordonnées. Les cercles de centres C et B et passant par O se recoupent en D.
Il se peut, comme dans la construction de Mascheroni, que la construction ne soit pas possible (quand {\displaystyle {\sqrt {xy}}>2z}). Il suffit alors de choisir un entier n tel que {\displaystyle {\sqrt {xny}}<2nz}. Et d'effectuer la construction avec x, ny, nz.
La possibilité de construire x+y, -y, {\displaystyle {\sqrt {xy}}} et xy/t permet de prouver que l'ensemble des nombres ainsi constructibles est un corps stable par racine carrée.